# Варваринці
Варва́ринці — село в Україні, у Микулинецькій селищній громаді Тернопільського району Тернопільської області. Підпорядковане Струсівській сільраді (до 2020 року). Населення — 1357 осіб (2001).

## Географія
Село Варваринці розташоване в лісостеповій зоні, південно-східної Галичини, у долині річки Серет біля впадіння в неї річки Нішла, на захід від Теребовлі. Відстань від центру громади — 12 км, від районного — 25 км. На півдні межує з селом Струсів, від якого тягнеться Струсівський ліс, на півночі з селом Налужжя, а на північному заході з селом Ладичин.

## Назва
Існує легенда, яка розповідає історію походження села. Давним-давно, коли ще монголо-татарські орди нападали на наші землі, спустошували і спалювали поселення людей свята Варвара захистила жителів села від навали ворогів. А було це так. Неначе смерч сунули монголо-татарські орди українською землею. Люди дізналися, що вороги наближаються до села і вирішили знайти притулок у лісі. Збираючи свої немудрі пожитки, люди прихопили із собою образ святої Варвари. Коли монгольські орди були вже близько, відчуваючи небезпеку, люди почали ревно молитися до святої Варвари. Вони просили в неї захисту і порятунку. Великомучениця почула щирі благання мешканців села і враз сталося диво. Довкола все оповилося темрявою, страшна чорна хмара закрила небо. Було настільки темно, страшно, що люди навіть не бачили одне одного. Вороги зрозуміли, що відбувається щось страшне і раптово повернули свої війська назад. Жителі та їх оселі були врятовані від неминучої загибелі. Так Варвара врятувала мешканців села від смерті. І стала покровителькою і заступницею для них у всіх справах. І на честь цієї святої люди назвали село Варваринці. Пізніше, збудувавши храм, щоб виразити свою вдячність і поклоніння.

## Історія
Перша писемна згадка — 1439.

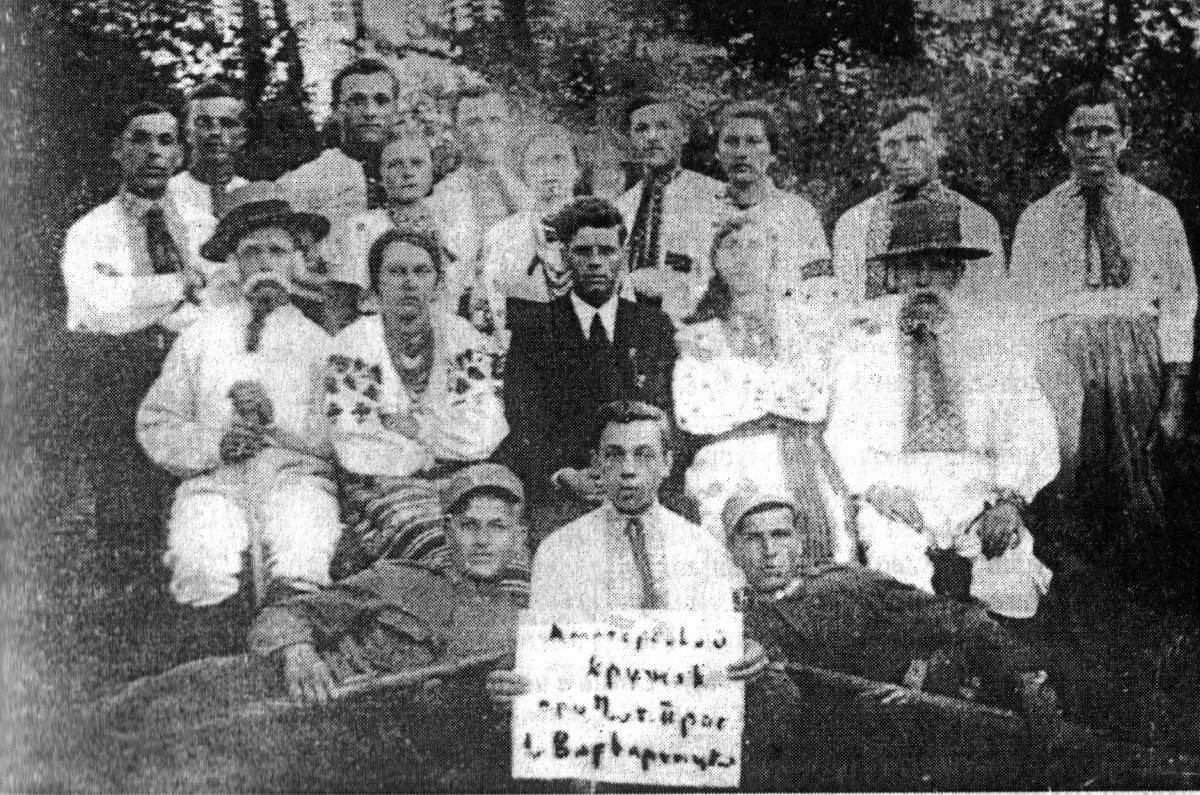
Селяни Варваринців

Згадується 18 грудня 1447 року в книгах галицького суду.
Положення села, з його горбистим рельєфом і лісом давало дужі добрі оборонні можливості під час Першої і Другої світових воєн, через що дуже потерпіло і було сильно зруйноване.
Велику роль у формуванні національної свідомості селян Варваринців мали парохи о. Ярослав Мандичевський, о. Савин Дурбак та о. Савин Дикайло, які були дуже активними як в церковному, так і в громадському житті.
У селі у 1904 р. було засновано читальню «Просвіта». Через Повітовий Союз у Теребовлі у Варваринцях було споруджено кооперативу, організаторами якої були Михайло Паращук, М. Силович та Скакун Микола. Також з 1905 року діяла організація «Сокіл».
1 серпня 1934 року село увійшло до складу новоутвореної сільської гміни Струсів.
З Варваринець походить обласний провідник ОУН Львівської області Осип-Михайло Шкамбара
.12 червня 2020 року, відповідно до розпорядження Кабінету Міністрів України № 724-р «Про визначення адміністративних центрів та затвердження територій територіальних громад Тернопільської області» увійшло до складу  Микулинецької селищної громади.
19 липня 2020 року, в результаті адміністративно-територіальної реформи та ліквідації Теребовлянського району, село увійшло до складу Тернопільського району.

## Політика

### Парламентські вибори, 2019
На позачергових парламентських виборах 2019 року у селі функціонувала окрема виборча дільниця № 610874, розташована у приміщенні школи.
Результати
- зареєстровано 1030 виборців, явка 51,07%, найбільше голосів віддано за «Слугу народу» — 32,89%, за Всеукраїнське об'єднання «Батьківщина» — 14,34%, за «Голос» — 11,85%.[5] В одномандатному окрузі найбільше голосів отримав Микола Люшняк (самовисування) — 34,97%, за Ігоря Сопеля (Слуга народу) — 21,61%, за Володимира Бліхаря (Всеукраїнське об'єднання «Батьківщина») — 12,57%[6].

## Населення

### Мова
Розподіл населення за рідною мовою за даними перепису 2001 року:
| Мова       | Кількість | Відсоток |
| ---------- | --------- | -------- |
| українська | 1354      | 99.78%   |
| російська  | 3         | 0.22%    |
| Усього     | 1357      | 100%     |

## Символіка

### Герб
У синьому полі свята Варвара (герб є промовистим) з золотим волоссям, у срібній одежі, з золотим німбом навколо голови, у правиці тримає срібний меч, у лівиці — зелену пальмову гілку. Герб, згідно з правилами сучасного українського місцевого герботворення, вписано у декоративний картуш, увінчаний для Варваринців — золотою сільською короною, що свідчить про статус поселення.

### Прапор
Квадратне синє полотнище, посередині — покладені навхрест білий меч та жовта пальмова гілка.

## Мікротопоніми
Назви піль села Варваринці:
- Брочовиця.
- Руліса.
- Чабаки[8].

## Поширені прізвища
Ангельський, Бойко, Будний, Гевко, Дорош, Дребницький, Жабський, Костецький, Луцків, Скакун, Цибушник, Чабан.

## Пам'ятки
У селі також є мурована церква святої великомучениці Варвари, збудована 1870 року. У 1942 році недалеко від церкви тут було висипано високу могилу на честь полеглих у боротьбі за волю України. У 1990 році вона була відновлена після того, як її зруйнували більшовики.
Насипано могилу з пам'ятним знаком на честь полеглих за волю України (1990; відновлено), споруджено 7 «фігур» святих.
У жовтні 2016 року відкрито та освячено меморіальну дошку Андрію Мазуру на фасаді Варваринської загальноосвітньої школи.

## Соціальна сфера
Діють загальноосвітня школа I—II ступеня, бібліотека.

## Відомі люди
- Мазур Андрій Євгенович (1975—2015) — сержант Збройних сил України, учасник російсько-української війни.

### Народилися
- Людмила Курило (до шлюбу Якубівська) — докторка економічних наук, професорка, академік Академії наук вищої освіти України, Кавалер ордена княгині Ольги III ступеня
- Паращук Михайло Іванович — український і болгарський архітектор, скульптор і громадський діяч.
- Шкамбара Осип Михайло Петрович — обласний провідник ОУН Львівської області (1942—1944).

## Галерея

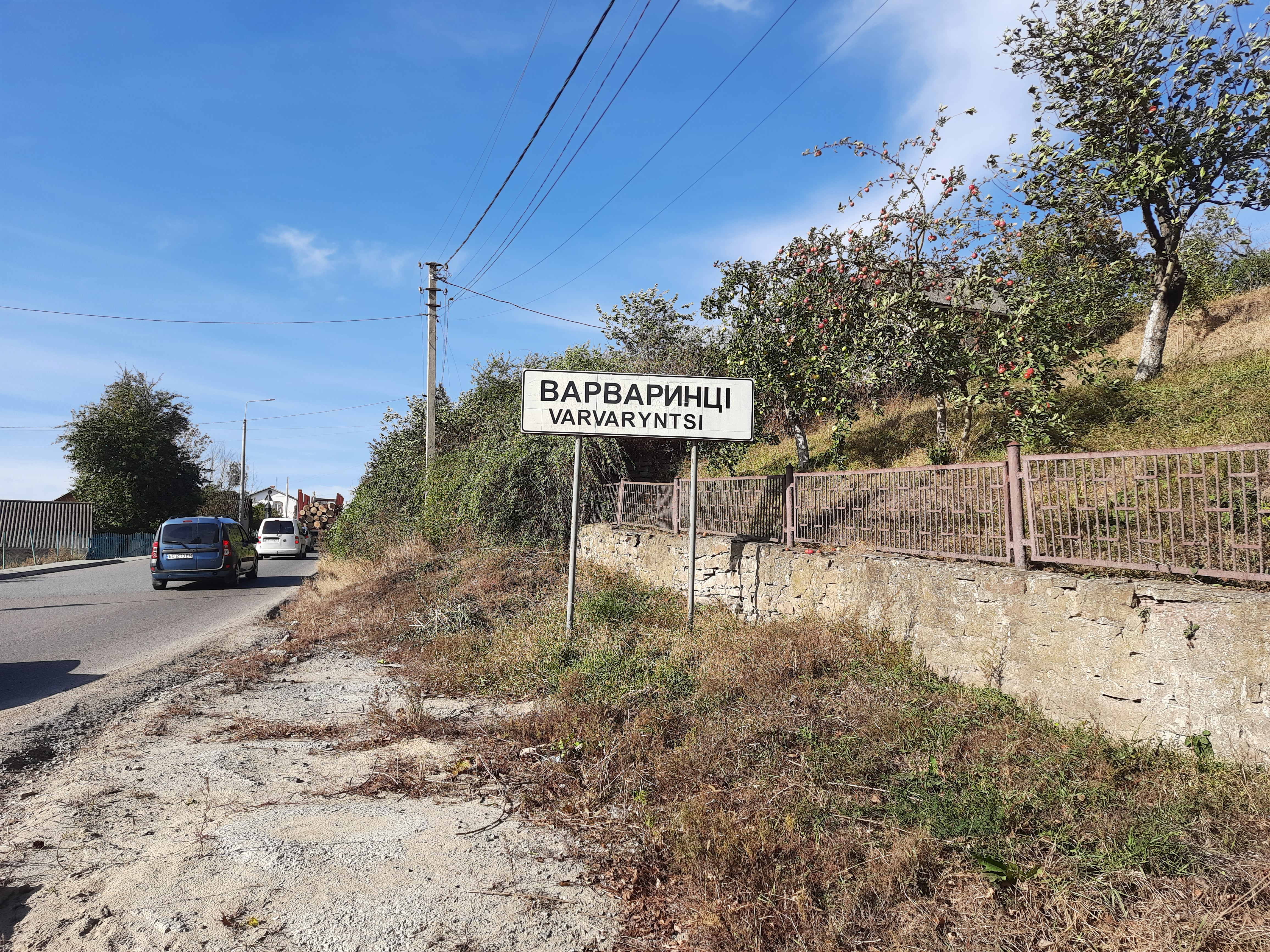
Дорожній знак при в'їзді в село
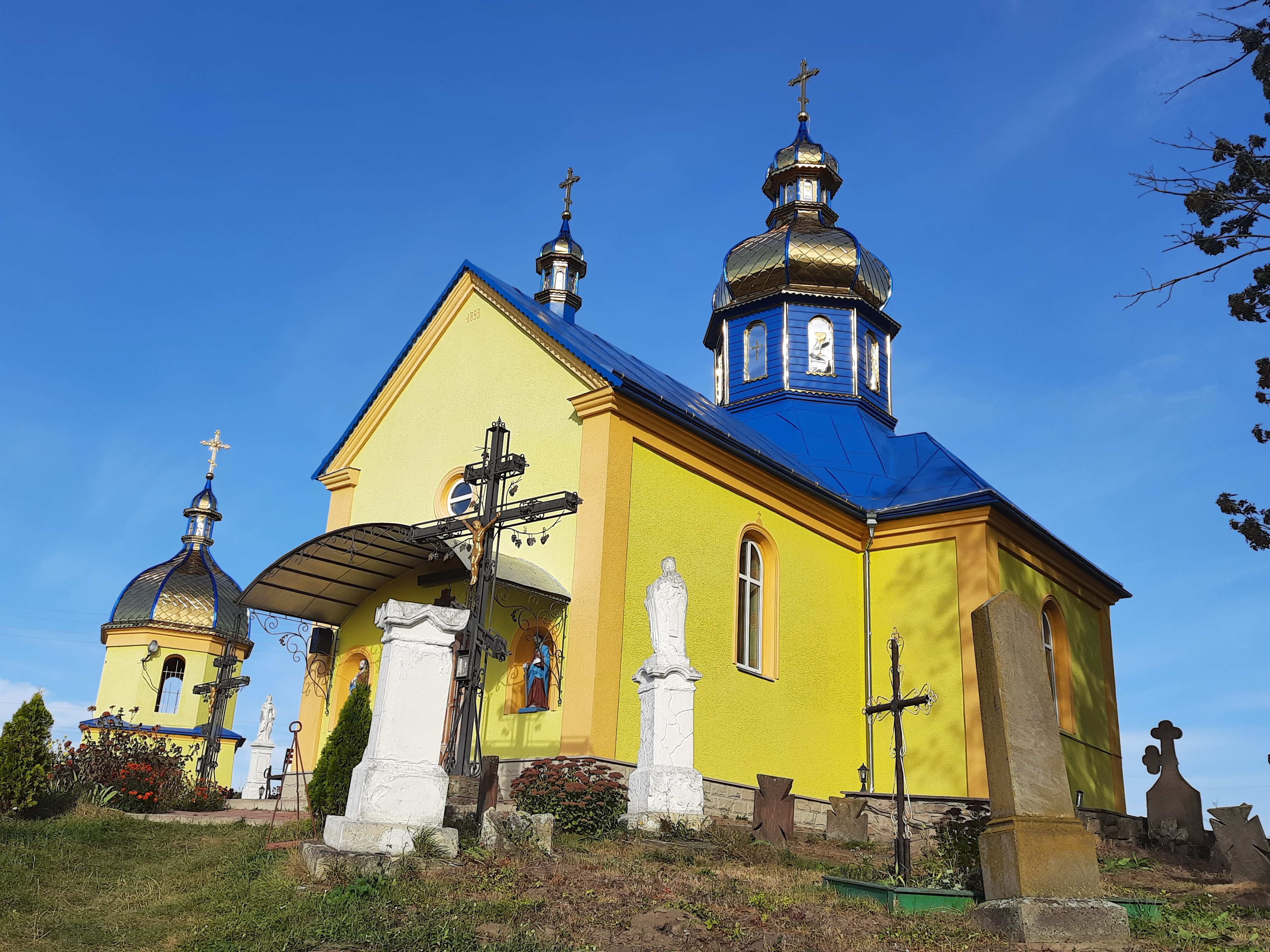
Церква Святої Великомучениці Варвари 1870 р
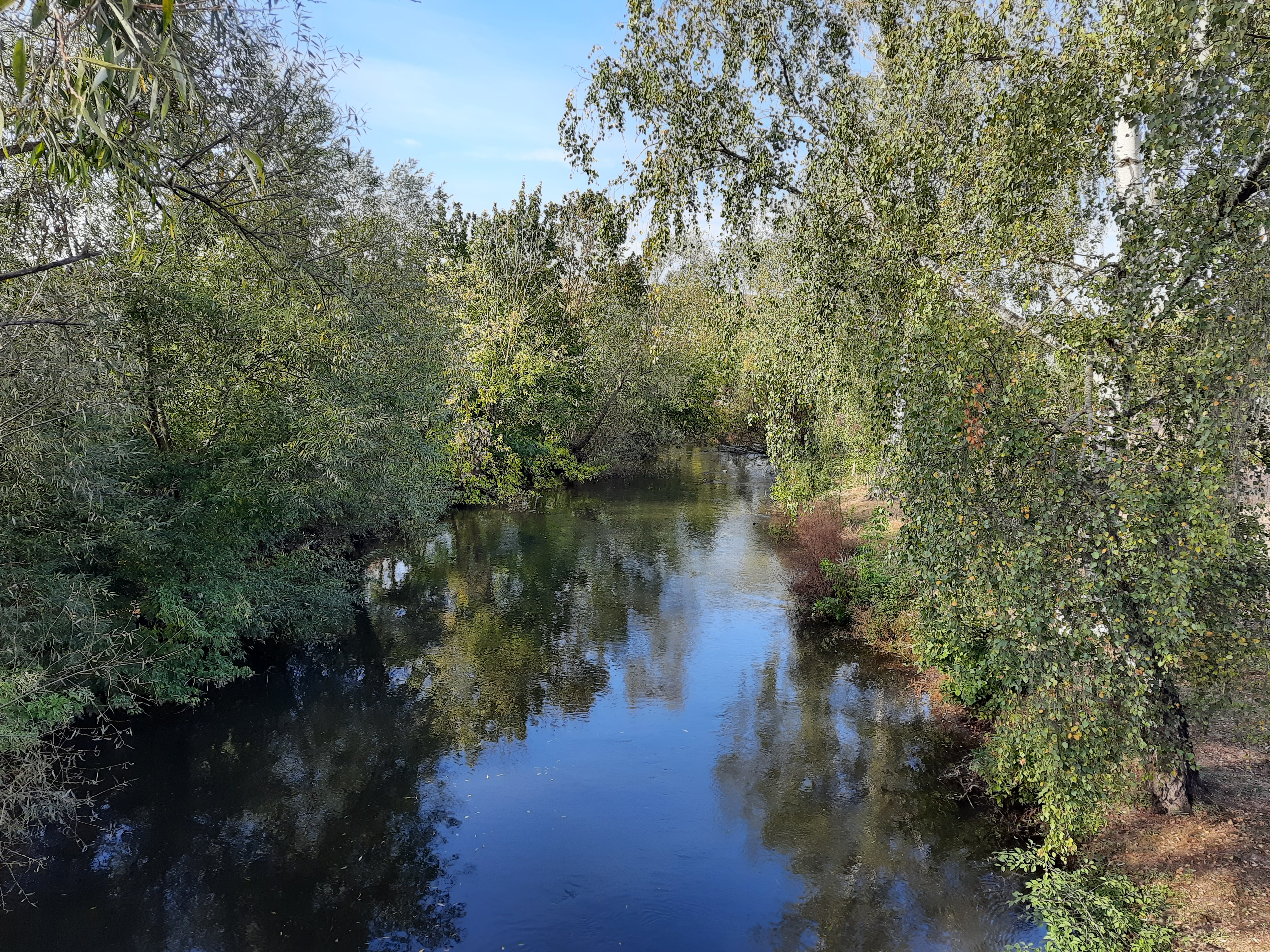
Річка Серет біля села
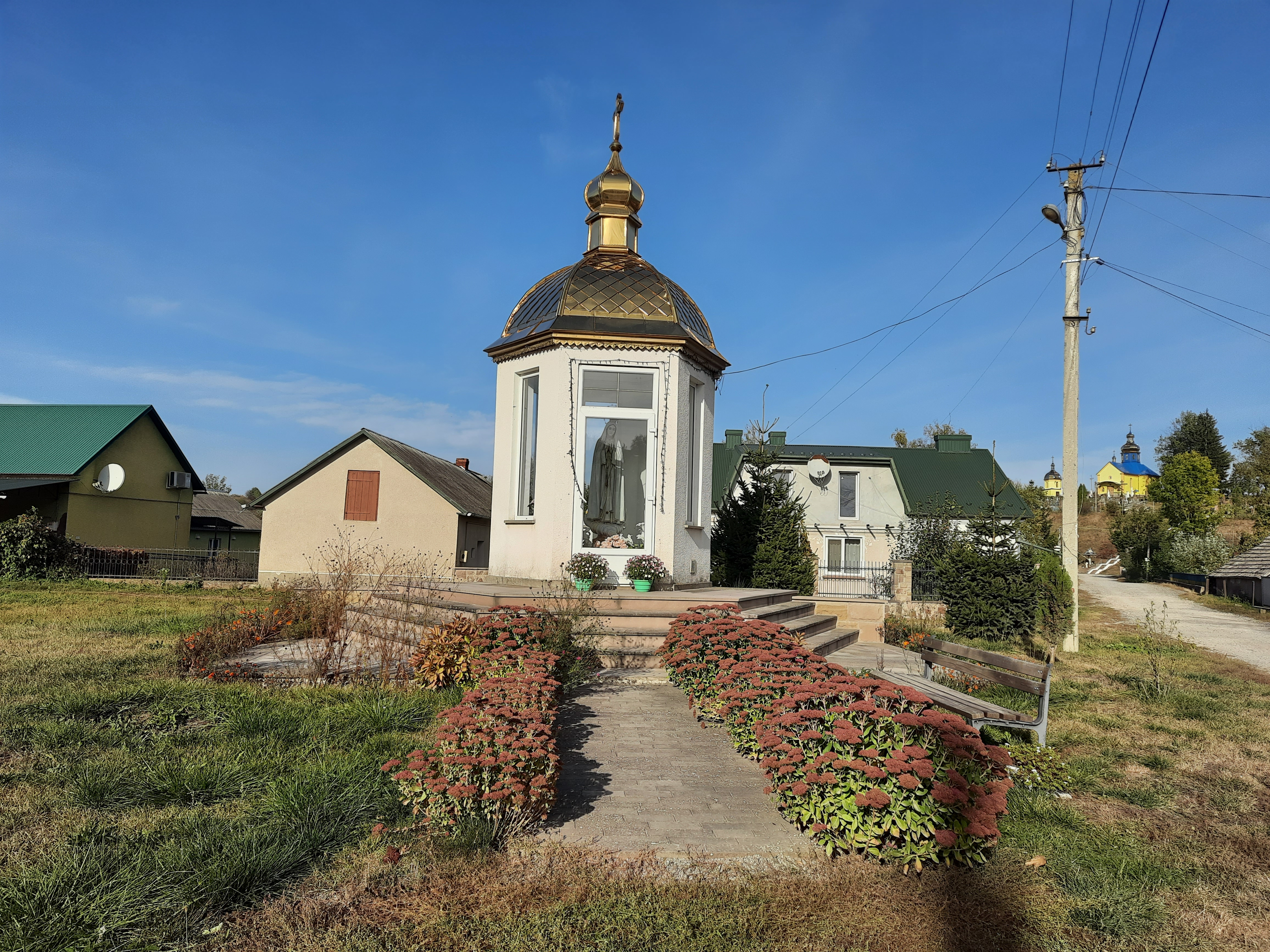
Капличка
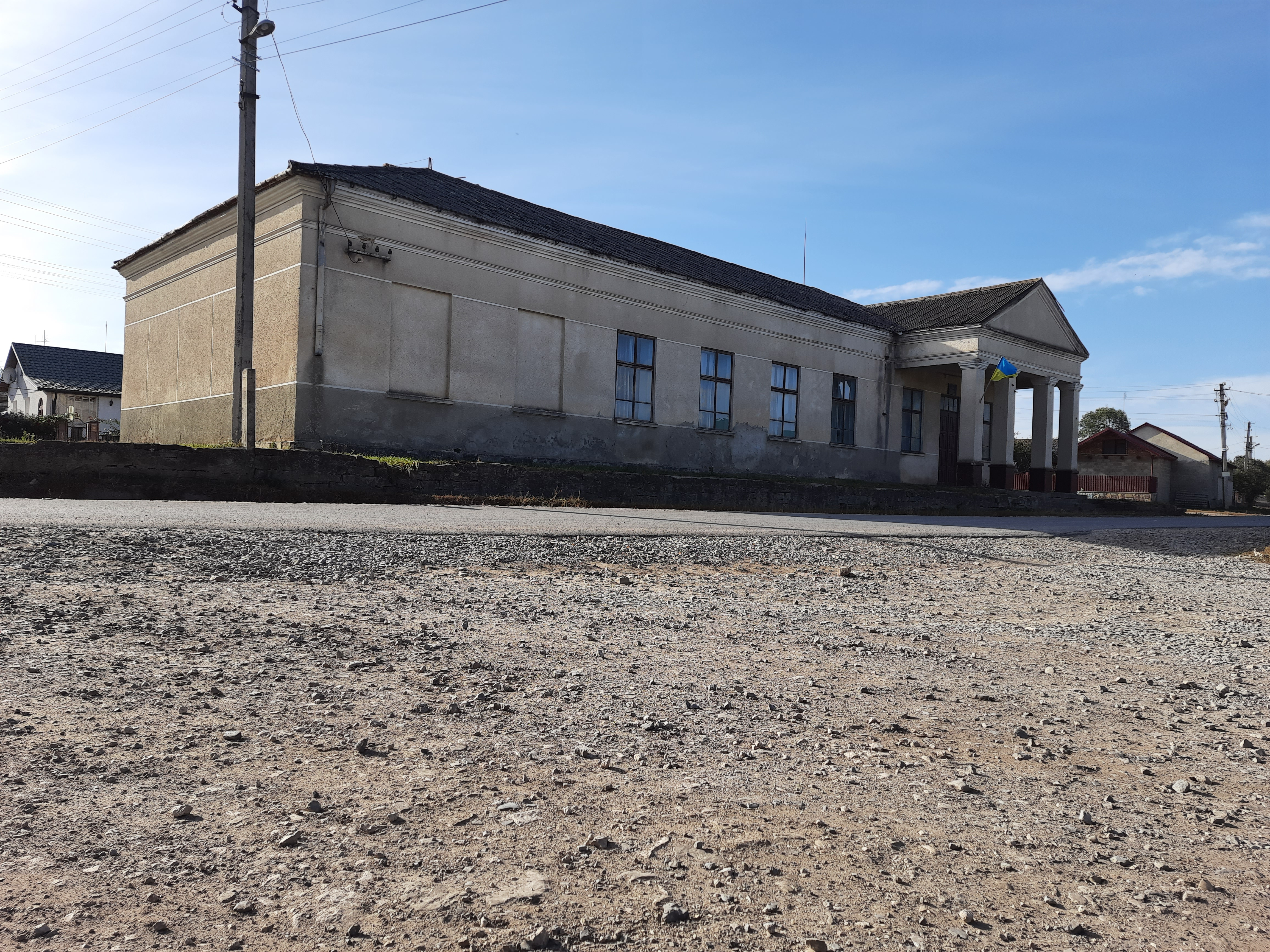
Клуб
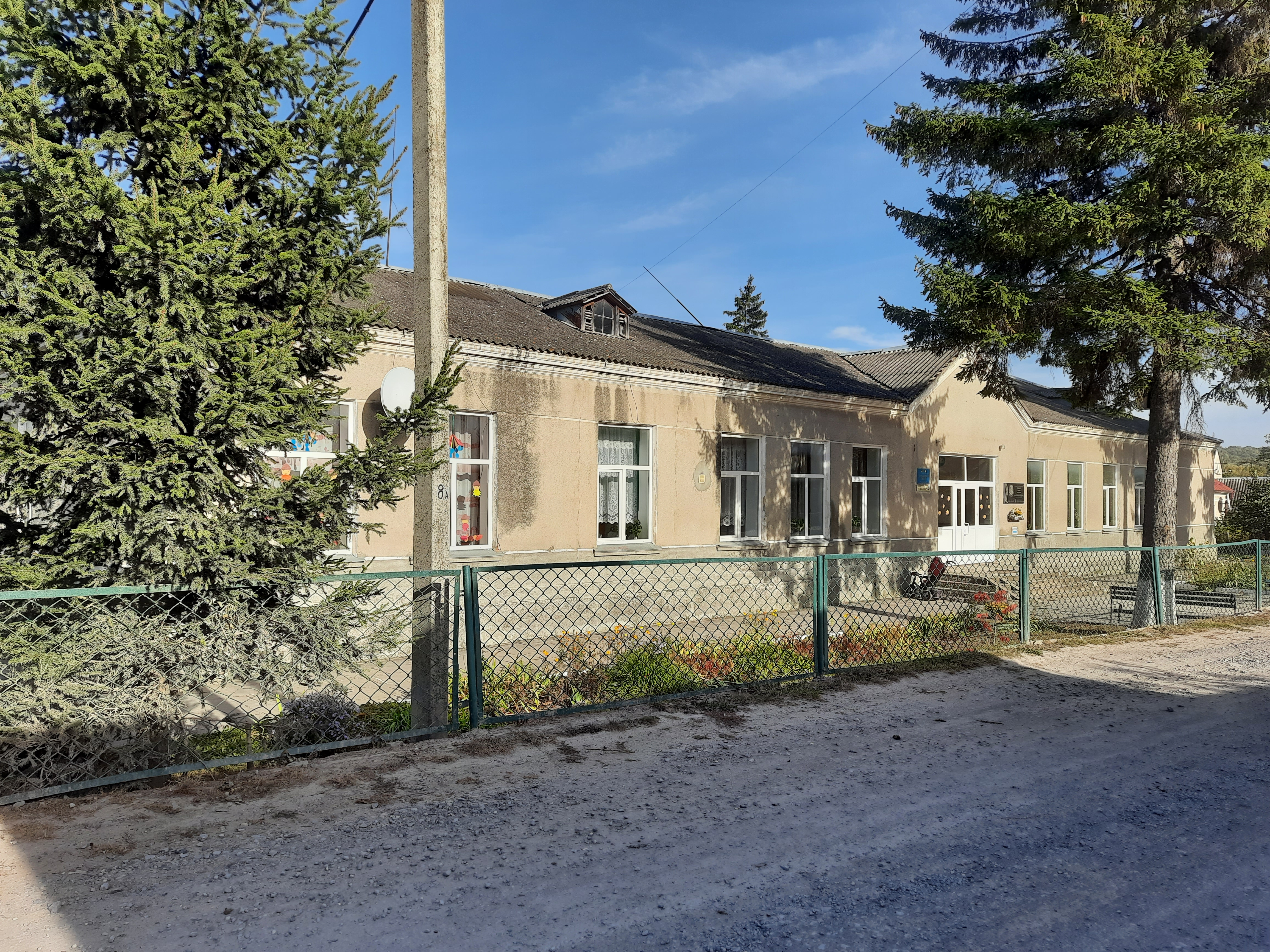
Школа
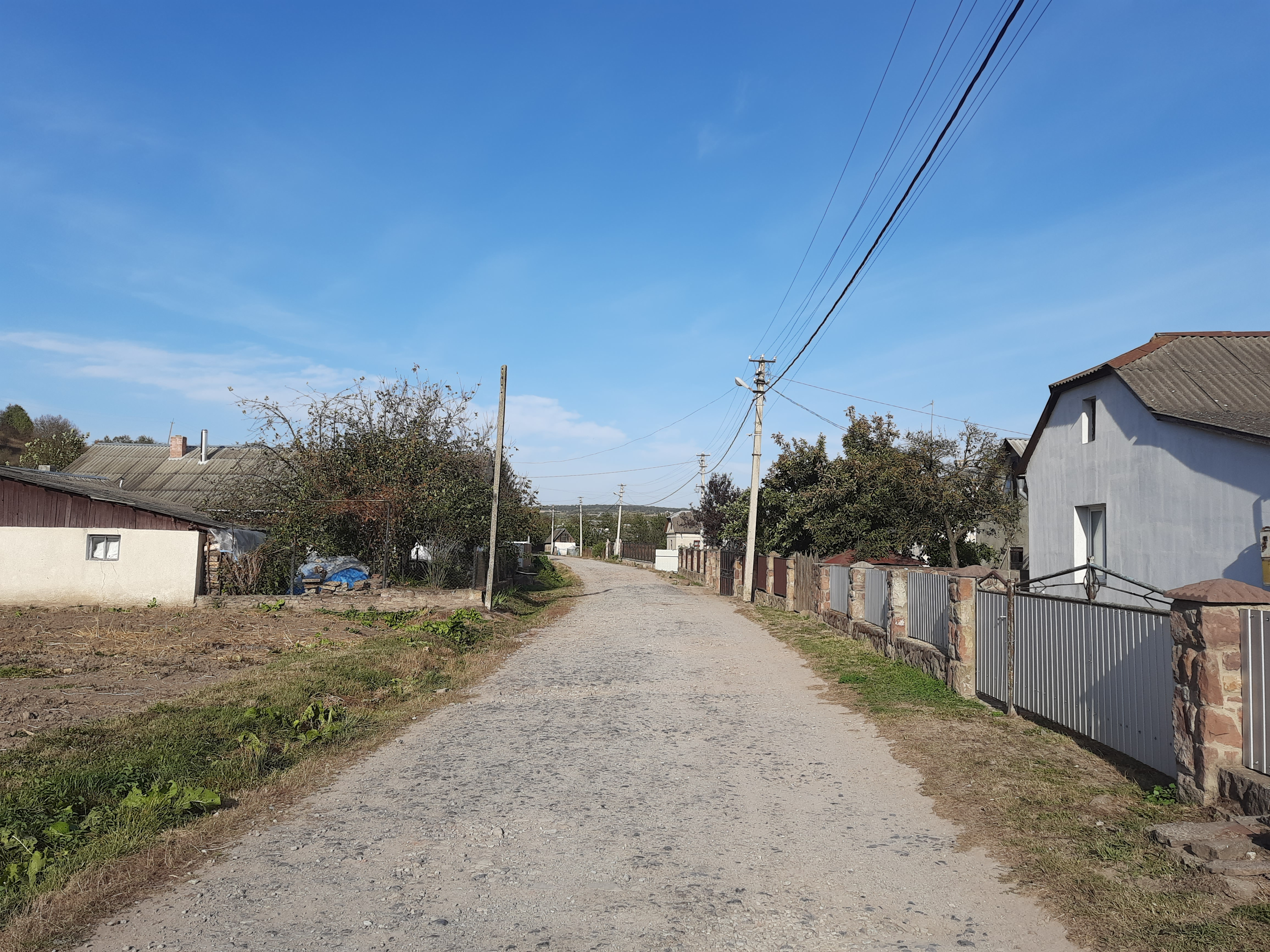
Сільська вулиця